# Ich hab in Gottes Herz und Sinn, BWV 92
Ich hab in Gottes Herz und Sinn, BWV 92 (Tinc el meu cor i el meu pensament), és una cantata religiosa de Johann Sebastian Bach per al diumenge de Septuagèsima, estrenada a Leipzig el 28 de gener de 1725.

## Origen i context
D'autor desconegut, el llibret aprofita un himne de Paul Gerhardt de 1647 que insisteix en la submissió del fidel a la voluntat de Déu. Té una relació llunyana amb les lectures del dia, la Primera carta als Corintis (9, 24 – 10, 5), que presenta la vida del cristià com una cursa per assolir la victòria i l'evangeli (Mateu 20, 1-16) que narra la Paràbola dels treballadors de la vinya. És una de les cantates corals més extenses que possiblement, en els seus orígens, constés de dues parts. Per a aquest diumenge es conserven, també, les cantates BWV 84 i BWV 144.

## Anàlisi
Obra escrita per a soprano, contralt, tenor, baix i cor; dos oboès d'amor, corda i baix continu. Consta de nou números.
1. Cor: Ich hab in Gottes Herz und Sinn (Tinc el meu cor i el meu pensament)
2. Recitatiu i coral (baix): Es kann mir fehlen nimmermehr! (Hi ha algú que mai no em podrà fallar!)
3. Ària (tenor): Seht, seht! wie reißt, wie bricht, wie fällt (Mireu, mireu! com s'esqueixa, es trenca i cau)
4. Coral: Zudem ist Weisheit und Verstand (Amb tot això, el seny i la saviesa)
5. Recitatiu (tenor): Wir wollen uns nicht länger zagen (Ara ja no ens hem de descoratjar més)
6. Ària (baix): Das Brausen von den rauhen Winden (El bruel de les tempestes amb els vents siuladors)
7. Coral i recitatiu: Ei nun, mein Gott, so fall ich dir (Oh sí! Déu meu, ara em poso)
8. Ària (soprano): Meinem Hirten bleib ich treu (Jo sóc feliç amb el meu Pastor)
9. Coral: Soll ich den auch des Todes Weg (Si em cal partir vers la mort)

El cor inicial presenta un caràcter concertant pel diàleg entre els oboès i els violins, que toquen motius del coral Was mein Gott will, das gscheh allzeit de Claude de Sermisy. Aquesta melodia és la gran protagonista de la cantata, ja que hi apareix fins a cinc vegades. En el número 2, ho fa amb el baix acompanyat del continu, que intercala comentaris a la melodia del coral; algunes imatges del text són ressaltades per la música, com el que descriu l'esfondrament de les muntanyes per un conjunt de fuses que recorden un terratrèmol, i quan es parla de la mar, el continu fa un moviment de semicorxeres per expressar el fluir de les onades. El tenor, acompanyat de la corda, canta l'ària, molt lírica, on es presenta la contraposició entre allò ferm i segur que aguanta la mà de Déu, amb tot allò que s'esqueixa, trenca i cau, si Déu no ho sustenta. El coral de contralt, número 4, reprodueix literalment la cinquena estrofa de l'himne de Gerhadt indicat. Del recitatiu de tenor següent cal destacar les paraules finals Geduld, Geduld (paciència, paciència) que recorden l'ària homònima de la Passió segons Sant Mateu. A l'ària número 6, el baix acompanyat només pel continu, canta vehementment els vents siuladors. A continuació, reapareix de nou el coral protagonista absolut de la cantata, ara a càrrec de les quatre veus, que interrompen les seves frases per deixar pas als recitatius dels solistes. L'ària de soprano, número 8, és completament diferent, on la veu dialoga amb el primer oboè d'amor i amb el pizzicato de la corda, en una atmosfera plàcida que recrea una dansa. En el coral final se sent per cinquena i última vegada la melodia indicada, duplicada pel primer violí i els dos oboès. Té una durada aproximada de mitja hora.

## Discografia seleccionada
- J.S. Bach: Das Kantatenwerk. Sacred Cantatas Vol. 5. Gustav Leonhardt, Knabenchor Hannover (Heinz Hening, director), Collegium Vocale Gent (Philippe Herreweghe, director), Leonhardt-Consort, Detlef Bratschke (solista del cor), Paul Esswood, Kurt Equiluz, Max van Egmond. (Teldec), 1994.
- J.S. Bach: The complete live recordings from the Bach Cantata Pilgrimage. CD 9: Grote Kerk, Naarden; 20 de febrer de 2000. John Eliot Gardiner, Monteverdi Choir, English Baroque Soloists, Miah Persson, Wilke te Brummelstroete, James Oxey, Jonathan Brown. (Soli Deo Gloria), 2013.
- J.S. Bach: Complete Cantatas Vol. 13. Ton Koopman, Amsterdam Baroque Orchestra & Choir, Deborah York, Franziska Gottwald, Paul Agnew, Klaus Mertens. (Challenge Classics), 2008.
- J.S. Bach: Cantatas Vol. 33. Masaaki Suzuki, Bach Collegium Japan, Yukari Nonoshita, Robin Blaze, Jan Kobow, Dominik Wörner. (BIS), 2006.
- J.S. Bach: Church Cantatas Vol. 29. Helmuth Rilling, Gächinger Kantorei, Bach-Collegium Stuttgart, Arleen Augér, Gabriele Schreckenbach, Aldo Baldin Philippe Hutternlocher. (Hänssler), 1999.